# سفارت بریتانیا در دوبلین
سفارت بریتانیا در دوبلین (به لاتین: Embassy of the United Kingdom) یک منطقهٔ مسکونی و نمایندگی سیاسی این کشور در جمهوری ایرلند است که در Ballsbridge واقع شده‌است.